# Sainte-Foy-de-Longas
Sainte-Foy-de-Longas település Franciaországban, Dordogne megyében. Lakosainak száma 244 fő (2022. január 1.). Sainte-Foy-de-Longas Val de Louyre et Caudeau, Pezuls, Mauzac-et-Grand-Castang, Pressignac-Vicq és Saint-Marcel-du-Périgord községekkel határos.

## Népesség
A település népessége az elmúlt években az alábbi módon változott:
| Lakosok száma | 255  | 259  | 250  | 245  | 240  | 238  | 237  | 240  | 241  | 244  |
|               | 1968 | 1982 | 1990 | 2006 | 2013 | 2015 | 2017 | 2019 | 2020 | 2022 |